# Naver Creek
Der Naver Creek ist ein ca. 80 km langer linker Nebenfluss des Fraser River im Norden der kanadischen Provinz British Columbia.

## Flusslauf
Der Naver Creek entspringt auf dem Fraser-Plateau 20 km nordöstlich von Hixon auf einer Höhe von 1580 m. Der Naver Creek fließt anfangs 30 km nach Süden. Anschließend wendet er sich 20 km nach Westen. Schließlich fließt er in Richtung Nordnordwest. Der British Columbia Highway 97 (Cariboo Highway, Quesnel–Prince George) verläuft nun westlich des Flusses. Bei Hixon kreuzt dieser den Fluss. Unterhalb von Hixon mündet der Hixon Creek rechtsseitig in den Naver Creek. Dieser mündet nach weiteren 6 km schließlich 50 km südlich von Prince George sowie 50 km nördlich von Quesnel in das linke Flussufer des Fraser River. Weiter südlich verläuft der Cottonwood River. Der Flussname leitet sich von Strathnaver, einer Besitzung des Duke of Sutherland im Norden Schottlands ab.

## Hydrologie
Der Naver Creek entwässert ein Areal von etwa 900 km². Am Pegel Hixon 6 km oberhalb der Mündung beträgt der mittlere Abfluss 8,34 m³/s. In den Monaten April, Mai und Juni führt der Naver Creek die größten Wassermengen.